# Molí de Barreda (Tremp)
El Molí de Barreda és una obra de Tremp (Pallars Jussà) protegida com a Bé Cultural d'Interès Local.

## Descripció
Es tracta d'un habitatge acompanya d'un seguit d'instal·lacions agrícoles i ramaderes. El conjunt formava part d'un antic molí avui dia derruït, que es remunta documentalment al període medieval. L'habitatge està situat a diferent nivell sobre el terreny, aprofitant el marge del bancal on s'ubica per recolzar una de les seves parets. Consta de dues plantes i sotateulada; està construït amb pedra del país rejuntada amb fang. La façana principal està arrebossada i pintada de blanc, mentre que la resta de les parets mostren la pedra vista. Totes les obertures estan emmarcades per franges llises que sobresurten del plom del mur. Consta de dues portes d'accés, una situada a la façana principal i la segona situada a la paret nord ambdues acabades amb llinda de fusta. Al mig de la façana principal, i a l'alçada de la segona planta, es troba un balcó, amb barana de ferro, que sobresurt del parament. La coberta presenta una xemeneia i un ràfec i cau a dues vessants a partir d'embigat de fusta coberta amb teula ceràmica.